# Inspectoratul General de Aviație al Ministerului Afacerilor Interne
Inspectoratul General de Aviație al Ministerului Afacerilor Interne (abreviat IGAv; anterior Unitatea Specială de Aviație) este componenta aeriană al Ministerului Afacerilor Interne din România. Inspectorul general este Cătălin-Paul Dache.

## Istoric[2]
Aviația a făcut salturi considerabile, încă de la începuturile ei găsindu-și multiple întrebuințări în viața socială, culturală și economică, devenind astfel indispensabilă societății. Principala armă a războaielor moderne, mijlocul cel mai rapid și sigur de transport, aviația este pe întreg mapamondul, indiferent de relief, climă sau anotimp și cunoaște o permanentă dezvoltare, chiar și în condițiile costurilor ridicate impuse de tehnologiile moderne.
Denumirile Inspectoratului General de Aviație de-a lungul timpului:
- Flotila Aerotransport a Ministerului Afacerilor Interne;
- Regimentul de Aviație al Ministerului Afacerilor Interne;
- Grupul de Aviație Transport al Ministerului Afacerilor Interne;
- Escadrila de Aviație a Ministerului Afacerilor Interne;
- Unitatea Specială de Aviație a Ministerului de Interne.

În perioada 1949-1960, a operat de pe aerodromul Popești-Leordeni, iar din 1960, de pe aerodromul Otopeni, până la data de 21 aprilie 1973. Din 01.08.1978 până în prezent funcționează pe aerodromul Băneasa.
De-a lungul timpului, structura de aviație a fost dotată cu mai multe tipuri de avioane: YU-52, 54, LOCKHEED-10, FIESLER-STORK, SOCOL, FLIT-10, PO-2, V KLEM-25, 35, HEINKEL-111, BECKER-MEISTER, FOCKER-WOLF-209, TAIFUN, ZLIN, RWD-8-13-4, L-60 BRIGADIER, AERO-45, LI-2, SUPER-AERO, AN-2, BN-2 și elicoptere: MI-4, MI-8, ALOUETTE II, III (IAR-316B).
La data de 01.05.2008, prin Ordin al Ministrului Administrației și Internelor, Unitatea Specială de Aviație a fost reorganizată, înființându-se Inspectoratul de Aviație și cele patru unități speciale de aviație subordonate acestuia, la: București, Cluj Napoca, Iași și Tulcea. Astfel, începând cu data de 15.05.2008, în baza Dispoziției Secretarului de Stat și Șef al Departamentului de Ordine și Siguranță Publică, a început dislocarea elicopterelor în unitățile teritoriale nou înființate, din acel moment, fiind operaționale
Înainte ca Unitatea Specială de Aviație să fie reorganizată sub forma Inspectoratului General de Aviație, comanda unității a fost asigurată de:
- comandor Negulici Teodor, pâna în anul 1951;
- locotenent comandor Cristescu Nicolae, între anii 1951-1953;
- comandor Raducanu Gheorghe, între anii 1953- 1960;
- general de flotilă aeriană Calomfirescu Ioan Grigore, între anii 1960-1973;
- comandor Olteanu Constantin, între anii 1978-1983;
- comandor Cojanu Ioan, între anii 1983-1990;
- general de flotilă aeriană Nicolescu Viorel, între anii 1990-2001;
- general de flotilă aeriană ing. Ilie Constantin între anii 2001-2006;
- colonel Alexandru Popa între anii 2006-2007;
- comandor Daniel Persu în perioada 03.07.2007- 30.04.2008
- general locotenent Grãdinaru Dorel în perioada 01.05.2008-23.12.2014(imputernicit inspector sef: 01.05.2008-15.12.2008, imputernicit inspector general:15.12.2008-01.03.2009, inspector general:01.03.2009-23.12.2014)
- general de flotilã aerianã Ion Cristinel-Reliu în perioada 23.12.2014-20.07.2017(împuternicit inspector general: 23.12.2014-15.07.2015, inspector general 15.07.2015-20.07.2017)
- comandor Stefan Puiu înperioada 21.07.2017-30.07.2017(desemnat inspector general)
- comandor Machedon Laurentiu în perioada 31.07.2017-30.08.2017(desemnat inspector general)
- comandor Burtan Marius-Catalin în perioada 31.08.2017-27.11.2017(desemnat inspector general)
- comandor Cârstoiu Traian-Ioan în perioada 28.11.2017-27.05.2018(împuternicit inspector general)
- comandor Burtan Marius-Catalin în perioada 28.05.2018-30.07.2018(desemnat inspector general)
- comandor Burtan Marius-Catalin în perioada 31.07.2018-16.04.2019(împuternicit inspector general)
- General de flotilă aeriană Dache Cătălin-Paul în perioada 16.04.2019-24.07.2019 (împuternicit inspector general)
- General de flotilă aeriană Dache Cătălin-Paul în perioada 25.07.2019- prezent (inspector general)

## Despre IGAv[4]
Inspectoratul General de Aviație (I.G.Av.) este unitatea centrală de aviație a Ministerului Afacerilor Interne, care se află în coordonarea secretarului de stat șef al Departamentului pentru Situații de Urgență, fiind o structură militară independentă, cu personalitate juridică și competență teritorială generală, care asigură suportul aerian pentru executarea tuturor atribuțiilor specifice ce revin structurilor ministerului. Misiunile executate de I.G.Av. au un specific aparte față de cel al unităților similare ale celorlalte instituții din sistemul național de apărare, ordine și siguranță publică sau civile, prin faptul că, acestea sunt executate în sprijinul forțelor de ordine publică, al comunității și al altor instituții din arcul guvernamental.
De asemenea, I.G.Av. este componentă a Sistemului național de servicii medicale de urgență și execută misiuni de zbor ca operator aerian al S.M.U.R.D.
În ceea ce privește dotarea cu aeronave, trebuie precizat faptul că, la debutul punerii în aplicare a Strategiei Dezvoltării Aviației M.A.I. 2010 - 2020, I.G.Av. dispunea doar de 12 elicoptere (10 pentru misiunile M.A.I. și 2 pentru S.M.U.R.D.). În prezent numărul acestora a crescut, iar gradul de asigurare cu aeronave al I.G.Av. este de 28 (26 elicoptere și 2 avioane), din necesarul de 39 aeronave (30 pentru nevoile M.A.I., respectiv, 9 elicoptere pentru asigurarea/deservirea Punctelor de Operare Aeromedicală/S.M.U.R.D.) și 2 UAV.
La această dată I.G.Av. are în subordine 5 unități speciale de aviație (U.Sp.Av. București, U.Sp.Av. Tulcea, U.Sp.Av. Iași, U.Sp.Av. Cluj-Napoca și U.Sp.Av. Caransebeș) și 10 puncte de operare aeromedicală (POA București, POA Târgu-Mureș, POA Iași, POA Arad, POA Craiova, POA Constanța, POA Galați, POA Jibou și POA Caransebeș, POA Brașov, urmând ca pe parcursul anului 2023 să fie operaționalizat punctul de operare aeromedical din Câmpulung Moldovenesc, județul Suceava), care acoperă operațional întreg teritoriul național.

## Aeronave din dotare[5]
- Eurocopter EC-135
- IAR 316B
- Sikorsky S-70[6]
- PIPER PA 42-720 CHEYENNE III
- CESSNA CITATION V